# اوراکاوا، هوکایدو
اوراکاوا، هوکایدو (به لاتین: Urakawa, Hokkaido) یک منطقهٔ مسکونی در ژاپن است که در Hidaka Subprefecture واقع شده‌است. اوراکاوا  ۱۴٬۸۱۴ نفر جمعیت دارد.